# Vịt cao su

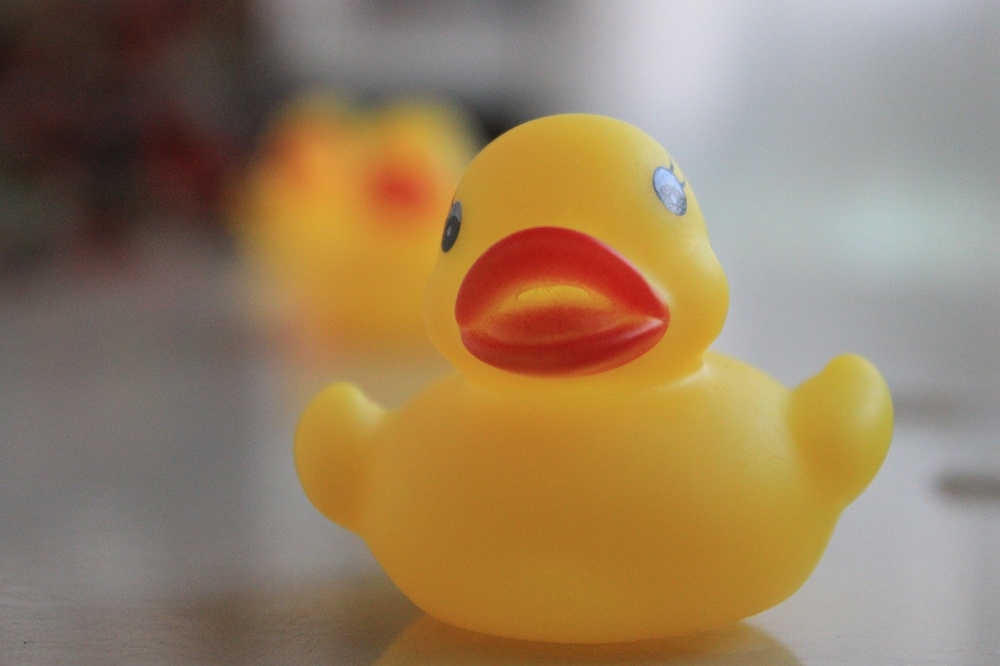
Một chú vịt cao su

Vịt cao su (Rubber duck) là một món đồ chơi có hình dạng như một con vịt cách điệu, chú vịt này thường có màu vàng với đế bằng. Món đồ chơi này có thể được làm bằng vật liệu cao su hoặc cao su như nhựa vinyl. Với màu sắc tươi sáng, kết cấu trơn tròn và một số món bóp vào đều phát ra âm thanh và có thể phun nước. Vịt cao su là món đồ chơi ưa thích trong bồn tắm của nhiều gia đình. Những chú vịt làm từ cao su được thả bơi trong chậu nước chơi đùa cùng các em bé. Vịt cao su làm món đồ chơi rất ưa thích cho trẻ con, bỏ chúng chúng trong bồn tắm làm dịu nỗi sợ nước và nước của những em bé và tạo sự hứng thú cho trẻ mỗi khi tắm. Những chú vịt ngộ nghĩnh là người bạn cùng bé vui chơi khi tắm và phát triển trí tưởng tượng. 

## Nguy cơ
Các nhà khoa học đã chứng minh vịt cao su bạn hay dùng trong nhà tắm thực sự rất bẩn. Nhiều con vịt cao su từng bị phát hiện có hàm lượng quá cao chất gây hại cho hệ sinh sản, theo đó, phát hiện sản phẩm chứa đến 21% phthalate (DEHP) là chất phụ gia cực độc gây ung thư, dậy thì sớm và biến dị thường được dùng trong các sản phẩm nhựa. Sự kết hợp từ chất dẻo sản xuất vịt tắm và nước tắm bẩn có thể trở thành môi trường lý tưởng cho các loại vi khuẩn gây hại đến mắt, tai. Chỉ một thời gian ngắn sau khi sử dụng chúng sẽ xuất hiện các chất cặn khó tẩy màu đen, sờ vào có cảm giác nhầy, dính, do đó, cọ rửa đồ chơi của trẻ thường xuyên bằng nước sạch và xà phòng.
Cơ quan chức năng Tây Ban Nha đã ban hành quyết định tịch thu và cấm bán trên toàn quốc đối với loại sản phẩm đồ chơi phòng tắm hình con vịt vàng được làm bằng cao su của Trung Quốc. Bởi sản phẩm này chứa lượng lớn hóa chất phthalate nguy hiểm tới sức khỏe người tiêu dùng nhất là trẻ em. Ở Việt Nam, trên thị trường những con vịt vàng không rõ nguồn gốc xuất xứ này nhập lậu từ Trung Quốc vẫn được bày bán công khai tràn lan và dập dềnh trôi nổi trong các chậu tắm của các em bé. Chỉ trong một thời gian ngắn, liên tiếp các sản phẩm đồ chơi trẻ nhỏ như thú nhún, búp bê đầu trái cây và giờ là vịt cao su của Trung Quốc bị phát hiện là chứa chất cực độc gây ung thư, vô sinh cho trẻ nhỏ. 